# 鬼室福信
鬼室 福信（きしつ ふくしん、生年不詳 - 663年）は、百済の王族・将軍。義慈王の父である第30代武王（余璋）の甥。官位は恩率（三品官）、のち佐平（一品官）。鬼室氏の祖となる。没した2か月後白村江の戦いで倭国と百済の連合軍が大敗した。扶余福信。
義慈王時代の660年、唐と新羅の連合軍（唐・新羅の同盟）によって百済が滅亡した後も、旧臣らを糾合して抵抗運動を続け、百済の故都である泗沘城（現・忠清南道扶余郡）の奪還を試みた。この頃、義慈王の王子であった余豊璋は、倭国との同盟の人質として倭国に滞留していたが、鬼室福信ら遺臣は、百済復興の旗印として擁するため豊璋の帰国と、倭国の軍事支援を求める。斉明天皇・中大兄皇子は快くこれを了承し、積極的に百済復興を支援することとし、翌年正月には斉明天皇自ら、筑紫へ遠征する運びとなった。

## 『百済本紀』・『旧唐書百済伝』
『三国史記』28巻百済本紀、『旧唐書』199巻上百済伝 では、豊璋は翌662年5月に入国した。このとき福信は王を迎えに出て、国政をみな委ねた。倭国はこの後も福信あてに軍需物資を送り、福信も捕虜の唐人続守言らを倭国に送った。7月、扶余豊（扶余豊璋）は福信が自分を殺そうとしていることを察知し、逆にこれを殺した。

## 『日本書紀』
『日本書紀』では、663年6月に、百済王豊璋は福信の謀反を疑って捕らえ、その掌を穿って革紐で縛った。それから諸臣に対して福信を斬るべきかと問うた。達率（二品官）の徳執得は「これは悪逆人であるから放しおくわけにはいかない」と答えた。福信は執得に唾して罵ったが、王は福信を斬らせ、その首を塩漬けにした。福信の近親者と思われる鬼室集斯は天智4年2月（665年）（即位元年起算よると天智10年正月）に福信の功績によって天智天皇から小錦下の位階を与えられ、百済の民男女四百余名と近江国神前郡に住居を与えられたが、天智8年（669年）男女七百余名とともに近江国蒲生郡に移住させられた。

## 遺跡など

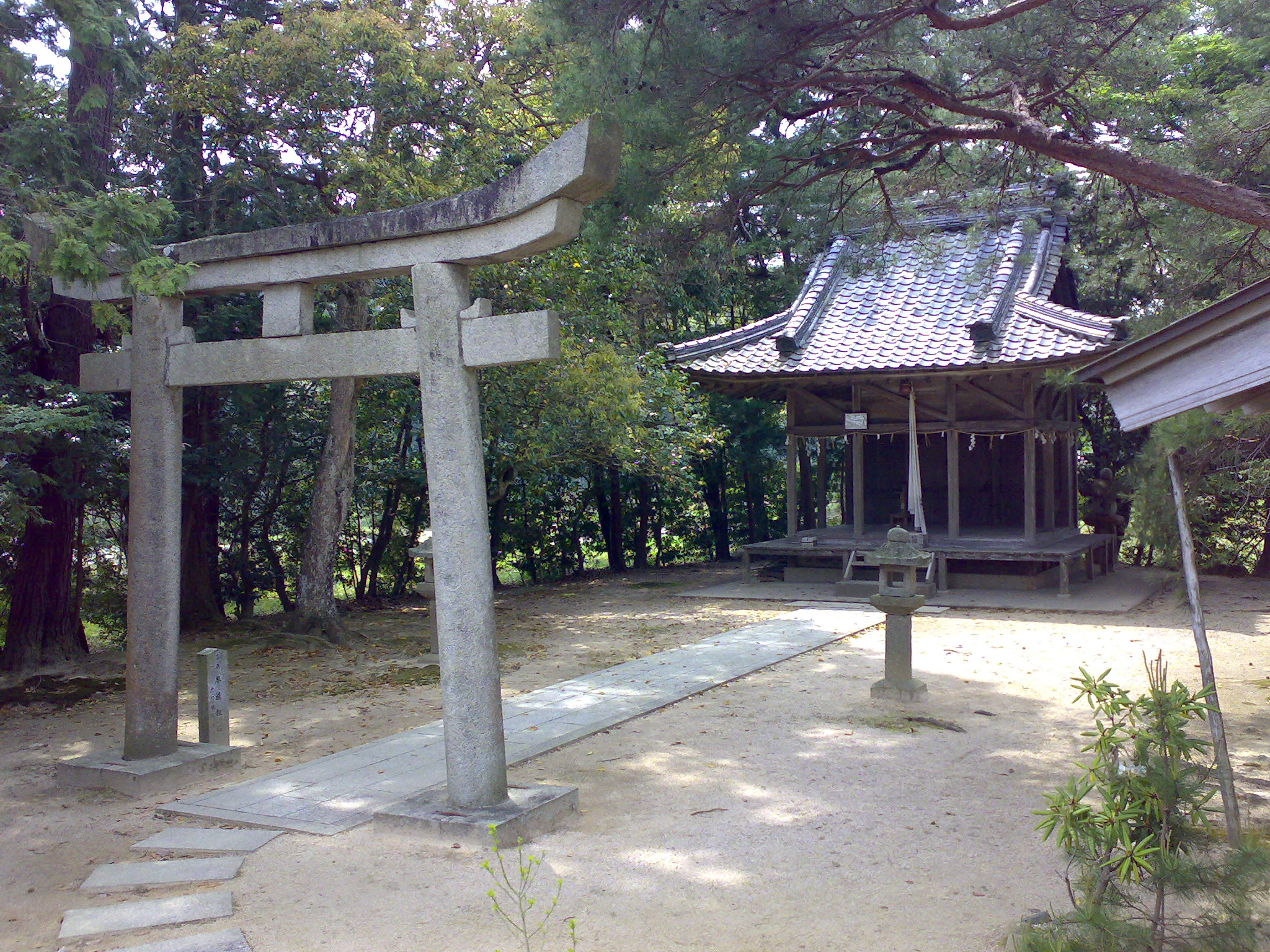
鬼室神社

福信は大韓民国忠清南道扶餘郡恩山面（うんざんめん）にある恩山別神堂で祀られている。
尚、集斯の墓所は鬼室神社（滋賀県蒲生郡日野町）。

## 演じた俳優
- キム・ヨンギ「大王の夢」（韓国放送公社(KBS)） 2013年

## 注
1. ↑   金富軾 (中国語), 三國史記/卷28, ウィキソースより閲覧。
2. ↑   劉昫 (中国語), 舊唐書/卷199上#.E7.99.BE.E6.BF.9F, ウィキソースより閲覧。
3. ↑  「巻第二十七 天智天皇 西海防備 および 藤原鎌足の死」 『日本書紀（下）全現代語訳』 宇治谷 孟訳（講談社学術文庫）1988年、227頁 、234頁
4. ↑  “日野町 姉妹都市 恩山面（大韓民国）”.   滋賀県蒲生郡日野町役場の公式Webページ. 2014年11月29日閲覧。